# المخيم الكشفي العالمي الخامس عشر (تم إلغاؤه)
كان من المقرر عقد المخيم الكشفي العالمي الخامس عشر في الفترة 15-23 يوليو 1979، وكان من المقرر أن تستضيفه إيران في نيسابور، ولكن تم الغاؤها بسبب الثورة الإيرانية.
كان المخيم الكشفي العالمي الخامس عشر المقرر عقده في منتزة عمر الخيام والذي يبعد حوالي 10 كيلو متر مربع عن الحدود الأفغانية والتركمانية. بدأ الإقليم الكشفي الآسيوي الباسيفيكي بالتحضير بالمخيم في صيف عام 1977. ومع ذلك، تسببت الأحداث المزعزعة للاستقرار في إيران بسبب الثورة الإسلامية من إلغاء المخيم الكشفي العالمي الخامس عشر نهاية عام 1978. وبدلا من ذلك، وأعلنت المنظمة العالمية للحركة الكشفية عن إجراء «سنة المخيم العالمي» من خلال عقد عدة مخيمات عالمية سنوية دولية في أستراليا، كندا، السويد، سويسرا والولايات المتحدة التي حصلت على نشاط قوي.
تم إجراء المخيم الكشفي العالمي الخامس عشر فعلياً في كندا في عام 1983، وكان شعار المخيم ((الروح الكشفية الدولية بين الأخوة تظهر كيفية التغلب على نكسة إلغاء مخيم 1979)).